# Haplochytis pyrochlaena
Haplochytis pyrochlaena là một loài bướm đêm trong họ Crambidae.